# 联合区 (勐冒县)
联合区，是缅甸佤邦勐冒縣下辖的一个区。

## 地理
联合区位于勐冒县南部，西接格龙坝区，北接曼东区，东北接公明山区，东接营盘区和岩城区，南接勐能县弄切区和南康伍区。

## 行政区划
联合区下辖9乡，共计90个村：
- 永龙乡
- 永定乡
- 中农乡[2]
- 西古乡
- 马地亚乡
- 新寨乡
- 来瓜乡
- 永邦乡
- 西欧乡